# Любви не бывает?
«Любви не бывает?» — романтическая комедия для взрослых Дмитрия Фикса с Аней Чиповской и Владимиром Яглычем в главных ролях.
Фильм вышел в российский прокат 1 мая 2024 года.

## Сюжет
Катя (Аня Чиповская) полностью разочаровалась в мужчинах. Саша (Владимир Яглыч) не может и дня прожить без новой женщины. Случайность сделала их соседями, которым не ужиться вместе. Решив перевоспитать Сашу, Катя старается превратить его жизнь в кошмар.

## Актёры о героях
- Аня Чиповская, РБК Life[2]:

Катя — смешная и ранимая, при этом сильная и независимая, с хорошим чувством юмора. И она очень живая. Несмотря на все свои установки, на то, что сделала с ней жизнь, она верит в возможность лучшего, в любовь. Это не лирическая героиня каких-то карамельных историй, это живой человек, которого можно встретить в реальности. Со своими страхами, надеждами, целями. Мне показалось это важным.
- Владимир Яглыч, РБК Life

Мой главный азарт был, наверное, связан с тем, чтобы переделать эту историю под человека уже с сединой в бороде, а не просто играть 16-летнего пацанёнка. Адаптировать эту историю таким образом, чтобы зритель поверил нам. Показать, что на самом деле те проблемы, которые встречаются в 20-летнем возрасте, никуда не деваются, я имею в виду любовные отношения, отношения мужчины и женщины, что на протяжении всей жизни мы потом так или иначе сталкиваемся с перипетиями судьбы.

## В ролях
- Аня Чиповская — Катя
- Владимир Яглыч — Саша
- Юлия Франц — Лена
- Евгений Михеев — Абрамцев, следователь
- Алексей Золотовицкий — Дима
- Никита Плащевский — Бугай
- Сергей Мигицко — психиатр
- Константин Мурзенко — уролог

## Маркетинг
Трейлер фильма был опубликован в сети 13 марта 2024 года.
В рамках промо-кампании фильма кинопрокатная компания Вольга совместно с modi выпустили тематический мерч.

## Рецензии
- Ольга Петрова -Любви не бывает? Или без любви ничего не бывает? // Советская Чувашия, 26 июня 2024